# 賢者のプロペラ
賢者のプロペラ（けんじゃのプロペラ）は、日本のシンガーソングライター平沢進の8枚目のアルバム。2000年10月6日に発売された。平沢が当時訪れたミャンマーでの体験がモチーフになっており、錬金術やループをコンセプトのベースとしている。

## 解説
- 1996年に個人レーベルの「TESLAKITE（テスラカイト）」を立ち上げた平沢は、それまで日本コロムビアとの契約下でCDをリリースしていたが、日本コロムビアを離れた後に自身の個人事務所「ケイオスユニオン」内へ「TESLAKITE」レーベルを移転。本作は移籍後初の発売作品となった。
- 錬金術をコンセプトとするアルバムで、ミャンマーやタイの音源を使用している。平沢作品におけるインターミッション的な位置づけのアルバムの一つであり、それまでに培われたエスニック要素は総括されることとなる。
- 遅れて11月1日には、平沢のソロ作品で初となるMP3形式での配信を開始（ビットレートは128kbps）。CD版に収録のものとは演奏アレンジやボーカルのメロディラインが異なっている。なお、これ以降同様の形態でスタジオ・アルバムの配信はされていない。
- 2002年公開の映画『千年女優』では、本作収録曲のバージョン違いが数曲使用されている。

## 収録曲
1. 賢者のプロペラ - Philosopher's Propeller-1
プロモーション・ビデオは大和久マサルが製作している。
翌年発売の「SOLAR RAY」に「賢者のプロペラ-3」としてリメイクされ、現在では「-3」が頻繁に演奏されている。
2. ルベド(赤化) - Rubedo (Reddening)
千年女優オリジナルサウンドトラックに収録された「Run」の原曲である。
3. ニグレド(黒化) - Nigredo (Blackening)
千年女優オリジナルサウンドトラックに収録された「鍵の君」の原曲であり、アレンジされたものはロタティオンのフレーズが多くなっている。
4. アルベド(白化) - Albedo (Whitening)
5. 円積法 - Quadratur des Zirkels
千年女優オリジナルサウンドトラックに収録された「希求の門」「Actress in time layers」の原曲である。
6. 課題が見出される庭園 - The Garden Where the Solutions are Found
7. 達人の山 - An Expert Mountain
千年女優オリジナルサウンドトラックに収録された「縦列風」の原曲である。
8. 作業(愚者の薔薇園) - Opus (The Fool's Rose Garden)
9. ロタティオン(LOTUS-2) - Rotation (LOTUS-2)
今敏監督の劇場版アニメーション「千年女優」エンディングテーマ。
副題の「LOTUS-2」の通り、Sim City収録曲「Lotus」の続編として制作された。
千年女優オリジナルサウンドトラックに収録されたショートバージョンのプロモーション・ビデオも大和久勝が製作している。
MP3ではベースとドラムが変更されており、ドラムは「作業（愚者の薔薇園）」や「達人の山」、また「救済の技法」の「TOWN0-PHASE5」や「SIREN」の「サイレン *Siren*」（スローテンポだが）に酷似している。
10. 賢者のプロペラ-2 - Philosopher's Propeller-2